# Neosemidalis monstruosa
Neosemidalis monstruosa är en insektsart som beskrevs av Meinander 1972. Neosemidalis monstruosa ingår i släktet Neosemidalis och familjen vaxsländor. Inga underarter finns listade i Catalogue of Life.